# チオシアン酸イソメラーゼ
チオシアン酸イソメラーゼ(Thiocyanate isomerase、EC 5.99.1.1)は、以下の化学反応を触媒する酵素である。
ベンジルイソチオシアン酸{\displaystyle \rightleftharpoons }ベンジルチオシアン酸
従って、この酵素の基質はベンジルイソチオシアン酸、生成物はベンジルチオシアン酸である。
この酵素は異性化酵素、特に「その他の異性化酵素」に分類される。系統名は、ベンジル-チオシアン酸イソメラーゼである。